# Федотов, Алексей Ефимович
Алексей Ефимович Федо́тов (6 августа 1923 года, д. Панфилово, Лухская волость, Кинешемский уезд — 14 января 1995 года, г. Санкт-Петербург) — советский художник-постановщик
. Заслуженный художник Российской Федерации (1994). Лауреат Государственной премии РСФСР имени Н. К. Крупской (1981).

## Биография
Родился 6 августа 1923 года в деревне Панфилово Лухской волости Кинешемского уезда Иваново-Вознесенской губернии.
С 1953 года — художник-постановщик киностудии «Ленфильм».
Член СК СССР (Свердловское отделение).
Умер 14 января 1995 года в Санкт-Петербурге.

## Награды и премии
- Заслуженный художник Российской Федерации (12 января 1994 года) — за заслуги в области киноискусства[2].
- Государственная премия РСФСР имени Н. К. Крупской (1981) — за оформление фильма «В моей смерти прошу винить Клаву К.» (1979).

## Фильмография
1. 1953 — Слуга двух господ (совместно с А. А. Рудяковым) (режиссёр-постановщик: А. С. Бергункер)
2. 1954 — Кортик (совместно с Алексеем Рудяковым) (режиссёры-постановщики: В. Я. Венгеров, М. А. Швейцер)
3. 1955 — Следы на снегу (режиссёр-постановщик: А. С. Бергункер)
4. 1956 — Невеста (совместно с С. Я. Малкиным) (режиссёры-постановщики: Г. Г. Никулин, В. М. Шредель)
5. 1957 — Особое поручение (режиссёры-постановщики: Е. А. Иванов-Барков, А. Карлиев)
6. 1958 — Андрейка (режиссёр-постановщик: Н. И. Лебедев)
7. 1958 — Под стук колёс (режиссёр-постановщик: М. И. Ершов)
8. 1959 — Люди голубых рек (Режиссёр-постановщик: А. Н. Апсолон)
9. 1960 — Анафема (короткометражный) (Режиссёр-постановщик: С. В. Гиппиус)
10. 1960 — Люблю тебя, жизнь (режиссёр-постановщик: М. И. Ершов)
11. 1961 — Девчонка, с которой я дружил (режиссёр-постановщик: Н. И. Лебедев)
12. 1962 — После свадьбы (режиссёр-постановщик: М. И. Ершов)
13. 1964 — Джура (режиссёр-постановщик: А. С. Бергункер)
14. 1965 — Первая Бастилия (режиссёр-постановщик: М. И. Ершов)
15. 1966 — Зимнее утро (режиссёр-постановщик: Н. И. Лебедев)
16. 1967 — Хроника пикирующего бомбардировщика (режиссёр-постановщик: Н. Б. Бирман)
17. 1968 — Снегурочка (режиссёр-постановщик: П. П. Кадочников)
18. 1969 — Князь Игорь (фильм-опера) (совместно с В. Н. Зачиняевым) (режиссёр-постановщик: Р. И. Тихомиров)
19. 1970 — Волшебная сила (Фильм состоит из трёх новелл: «Мстители из 2-го „В“», «Здравствуй, Пушкин», «Волшебная сила искусства».) (Режиссёр-постановщик: Н. Б. Бирман)
20. 1971 — Найди меня, Лёня! (режиссёр-постановщик: Н. И. Лебедев)
21. 1972 — Последние дни Помпеи (режиссёр-постановщик: И. С. Шапиро)
22. 1974 — В то далёкое лето (режиссёр-постановщик: Н. И. Лебедев)
23. 1974 — Ещё не вечер (Режиссёр-постановщик: Н. В. Розанцев)
24. 1975 — Неожиданность (короткометражный) (режиссёр-постановщик: М. С. Генин)
25. 1976 — Обычный месяц (ТВ) (режиссёр-постановщик: И. А. Хамраев)
26. 1977 — Ждите меня, острова! (режиссёры-постановщики: Н. И. Лебедев, И. С. Шапиро)
27. 1978 — Соль земли (ТВ) (режиссёр-постановщик: И. А. Хамраев)
28. 1979 — В моей смерти прошу винить Клаву К. (режиссёры-постановщики: Н. И. Лебедев, Э. В. Ясан)
29. 1980 — Поздние свидания (режиссёр-постановщик: В. Н. Григорьев)
30. 1981 — Снег на зелёном поле (режиссёр-постановщик: В. А. Морозов
31. 1982 — Родителей не выбирают (режиссёр-постановщик: В. Ф. Соколов)
32. 1982 — Сквозь огонь (режиссёр-постановщик: Л. П. Макарычев)
33. 1983 — Я тебя никогда не забуду (режиссёр-постановщик: П. П. Кадочников)
34. 1984 — Ребячий патруль (режиссёр-постановщик: Л. П. Макарычев)
35. 1987 — Серебряные струны (режиссёр-постановщик: П. П. Кадочников)
36. 1988 — Эти... три верные карты... (режиссёр-постановщик: А. С. Орлов)
37. 1990 — Канувшее время (совместно с Г. Б. Кропачёвым) (режиссёр-постановщик: С. А. Шустер)
38. 1992 — Невеста из Парижа (режиссёр-постановщик: О. И. Дугладзе)